# Le Breuil-sous-Argenton
Pour les articles homonymes, voir Le Breuil.
Le Breuil-sous-Argenton est une ancienne commune de l'Ouest de la France, située dans le département des Deux-Sèvres en région Nouvelle-Aquitaine, devenue le 1er janvier 2016 une commune déléguée au sein de la commune nouvelle d'Argentonnay.

## Politique et administration
| Période   | Période | Identité       | Étiquette | Qualité |
| --------- | ------- | -------------- | --------- | ------- |
| mars 2008 | 2014    | Michel BREBION |           |         |
| 2014      | 2020    | Remy MENARD    |           |         |

## Démographie
À partir du XXIe siècle, les recensements réels des communes de moins de 10 000 habitants ont lieu tous les cinq ans. Pour Le Breuil-sous-Argenton, cela correspond à 2006, 2011, 2016, etc. Les autres dates de « recensements » (2009, etc.) sont des estimations légales.
| 1793 | 1800 | 1806 | 1821 | 1831 | 1836 | 1841 | 1846 | 1851 |
| ---- | ---- | ---- | ---- | ---- | ---- | ---- | ---- | ---- |
| 372  | 288  | 310  | 317  | 334  | 322  | 351  | 342  | 391  |

| 1856 | 1861 | 1866 | 1872 | 1876 | 1881 | 1886 | 1891 | 1896 |
| ---- | ---- | ---- | ---- | ---- | ---- | ---- | ---- | ---- |
| 410  | 415  | 448  | 415  | 441  | 445  | 471  | 427  | 415  |

| 1901 | 1906 | 1911 | 1921 | 1926 | 1931 | 1936 | 1946 | 1954 |
| ---- | ---- | ---- | ---- | ---- | ---- | ---- | ---- | ---- |
| 389  | 407  | 429  | 380  | 374  | 388  | 421  | 406  | 378  |

| 1962 | 1968 | 1975 | 1982 | 1990 | 1999 | 2006 | 2011 | 2013 |
| ---- | ---- | ---- | ---- | ---- | ---- | ---- | ---- | ---- |
| 361  | 341  | 341  | 374  | 447  | 412  | 393  | 456  | 487  |

## Lieux et monuments
- Château de l'Ébaupinay, classé monument historique en 1898.
- Église Notre-Dame du Breuil-sous-Argenton.

## Personnalités liées à la commune
- Henri-Victor Miault (1881-1932), sculpteur, décorateur, ciseleur, émailleur, né le 31 décembre 1881 à Le Breuil-sous-Argenton et mort le 17 janvier 1932 à Paris 14e, inhumé à Bois-Colombes.